# Miracolina

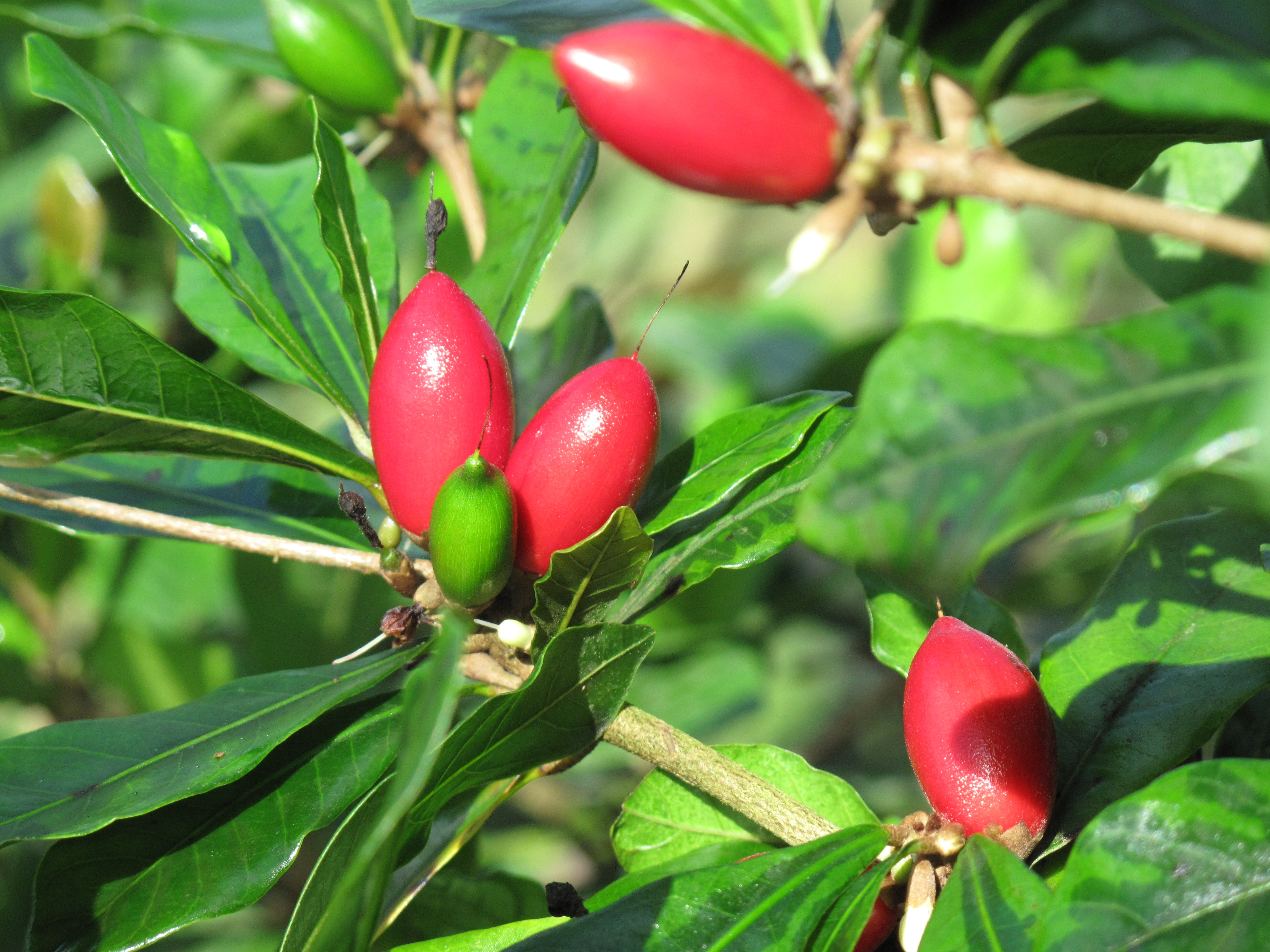
Bacche della Synsepalum dulcificum

La miracolina, o miraculina (MLC), è una glicoproteina, contenente anche polifenoli attivi, presente nei frutti di Synsepalum dulcificum. È un dolcificante naturale, con la caratteristica di alterare la percezione di alimenti amari e acidi, facendoli sembrare dolci.

## Scoperta
La scoperta della bacca fu documentata per la prima volta nel 1725 dall'esploratore e cartografo francese Reynaud des Marchais in un suo viaggio nell'Africa occidentale, quando osservò che i locali la usavano già tradizionalmente. Il frutto, per la sua caratteristica, si guadagnò l'appellativo di "miracoloso" (miracle fruit o miracle berry).
Il principio attivo responsabile del cambiamento di sapore è stato isolato nel 1968 dallo scienziato giapponese Kenzo Kurihara, che gli ha dato il nome di miracolina (miraculin).

## Caratteristiche
La miracolina ha la caratteristica di far percepire come dolci i cibi che provocano una diminuzione del pH salivale (soprattutto acidi e amari, ma anche alcuni salati). Anche se i dettagli precisi del meccanismo col quale opera non sono ancora ben conosciuti, si sa che questo avviene perché si va a legare ai recettori gustativi del dolce sulla lingua. In condizioni di pH neutro li disattiva (le stesse bacche della Synsepalum dulcificum risultano insapori); quando però il pH della saliva diventa acido, la miracolina attira a sé protoni sovraccaricando le proteine dei recettori del dolce. Come conseguenza questi diventano iperattivi, mandando continui segnali al cervello e facendogli percepire qualsiasi alimento introdotto come se fosse dolce. L'effetto della miracolina dura circa un'ora o due, dopo di che i recettori gustativi tornano alla normalità. Nonostante la percezione del sapore cambi, la miracolina non modifica in alcun modo le strutture chimiche dell'alimento consumato: per questo motivo c'è il rischio di introdurre grandi quantità di cibi acidi, che possono causare problemi alle mucose, senza accorgersene.
Il potere edulcorante della miracolina è circa 5600 volte superiore a quello del saccarosio (400000 volte su base molare), è priva di retrogusti e crea nella bocca un sapore acidulo molto gradevole. È sensibile al calore, e se portata oltre i 100 °C si denatura. Ha un punto isoelettrico di 9.1 e si inattiva a pH inferiore a 3 o superiore a 12. Considerate le sue peculiarità, è preferibile assumerla prima di mangiare.
La miracolina è stata sequenziata nel 1989 e risultata essere una glicoproteina composta da 191 amminoacidi, con tre ponti disolfuro intracatena e uno intercatena, e alcune catene di carboidrati. Anche il suo DNA è stato sequenziato ed è allo studio un metodo di produzione di miracolina ricombinante.
Come altri edulcoranti alternativi allo zucchero, anche la miracolina non viene metabolizzata con l'insulina, quindi è adatta all'assunzione da parte dei diabetici.

## Diffusione commerciale

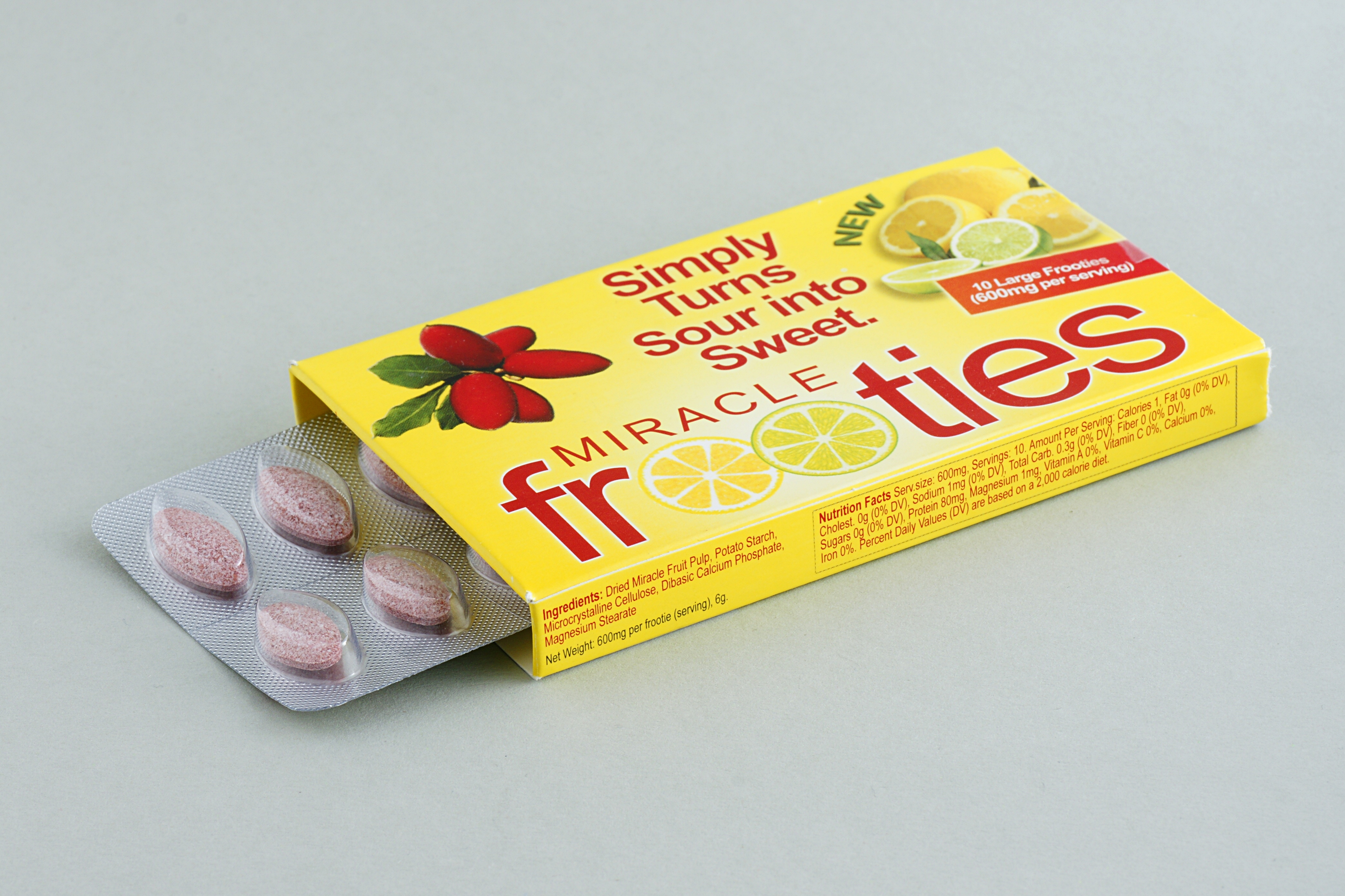
Pastiglie di frutto miracoloso liofilizzato

In alcuni paesi quali il Giappone, il commercio di miracolina è autorizzato. In genere la polpa del frutto viene venduta liofilizzata in forma di pillole o tavolette insieme ad eccipienti quali cellulosa microcristallina, fosfato di calcio bibasico o amido di mais.
Negli Stati Uniti d'America invece, era già stata proposta per la commercializzazione negli anni settanta, ma la Food and Drug Administration (FDA) non ne ha autorizzato la vendita in mancanza di prove che non fosse in qualche modo nociva. 
In Europa, in data 15 novembre 2021, la Gazzetta Ufficiale dell’Unione europea ha pubblicato il Regolamento di esecuzione UE 2021/1974, che autorizza l’immissione sul mercato dei frutti essiccati di Synsepalum dulcificum quale nuovo alimento a norma del regolamento (UE) 2015/2283 del Parlamento europeo e del Consiglio e che modifica il regolamento di esecuzione (UE) 2017/2470 della Commissione.
Un impedimento alla diffusione della miracolina viene dalla difficoltà di estrazione e purificazione dalle bacche che ne rende il prezzo finale relativamente elevato. L'alto costo ha spinto alcuni ricercatori dell'Università di Tsukuba a modificare geneticamente una lattuga amara per produrne grandi quantità.
La miracolina si è dimostrata una curiosità anche in ambito gastronomico, in particolare con la diffusione della gastronomia molecolare: lo chef statunitense Homaro Cantu ad esempio ne fece un'attrazione nel suo ristorante iNG a Chicago.